# Винтаровці
Винтаровці (словен. Vintarovci) — поселення в общині Дестрник, Подравський регіон‎, Словенія.